# Dynamite Headdy
Dynamite Headdy (яп. ダイナマイト ヘッディー Дайнамайто Хэдди:) — видеоигра в жанре платформера, разработанная компанией Treasure и выпущенная в 1994 году компаниями Sega и Tec Toy (в Бразилии) для игровой приставки Sega Mega Drive. В том же году игра была портирована на Sega Master System и Sega Game Gear. В июле 2007 года игра стала доступна за 800 Wii пунктов (8$) на Virtual Console. С 2010 года игра доступна в составе сборника SEGA Mega Drive and Genesis Classics для платформ Linux, macOS, Windows, с 2018 — PlayStation 4, Xbox One и Nintendo Switch.

## Геймплей

Кадр из оригинальной игры

Dynamite Headdy является классическим двухмерным платформером, стандартным для периода 8-ми и 16-битных консолей. Главный герой игры — кукла по имени Хедди с помощью своих оригинальных способностей пытается спасти кукольный город от нашествия армии главного злодея игры — Тёмного Демона (Dark Demon (яп. キング・ダークデーモン Кингу Да:ку Дэ:мон)).
Оригинальные способности Хедди заключаются в умении атаковать врагов с помощью своей головы, не закреплённой на туловище, а свободно парящей над ней наподобие другого компьютерного персонажа — Рэймана. Голову героя можно менять в определённых местах игры, всего 19 вариантов — от головы-молотка и шипастой головы до головы-пылесоса и головы, делающий Хедди невидимым и неуязвимым. Кроме атак, головой можно цепляться за специальные предметы и, подтягиваясь за них, попадать на более высокие платформы.
В остальном Dynamite Headdy — типичный платформер. Хедди ходит по красочным платформенным уровням, собирает бонусные объекты, сражается с врагами и, время от времени, с боссами — особенно сильными противниками. В конце игры герою предстоит битва с главным антагонистом — Тёмным Демоном.
Всего игра состоит из 9 уровней и финальной битвы, а большинство уровней разбито ещё на 3-4 подуровня.

## Критика
В целом игра получила достаточно высокие оценки. Так, по версии сайта MobyGames средняя оценка оригинальной версии игры составляет 87/100, а по версии GameRankings — 76,67 %.

### Рецензии
Sega Mega Drive
- Американский журнал Electronic Gaming Monthly в сентябрьском выпуске 1994 года оценил игру в 8/10, назвав её очередным уникальным продуктом компании Treasure и одной из лучших action-игр на консоли, с красочной графикой и хорошими визуальными эффектами[10].
- Настоящим шедевром с захватывающим оригинальным геймплеем Dynamite Headdy была названа на испаноязычном сайте SegaFan.com, где игра получила очень высокую оценку — 9,5/10[11].
- Также высокую оценку 9/10 игра получила на итальяноязычном сайте Retrogaming History. По мнению рецензента сайта, это высококачественный платформер, подтверждающий талант компании, создавшей видеоигру Gunstar Heroes. Высоко были оценены как графическое оформление, так и увлекательный геймплей Dynamite Headdy.[12]

Sega Game Gear
- Немецкий журнал видеоигр Video Games[нем.] поставил версии игры на Game Gear 78 баллов из 100 в выпуске от декабря 1994 года, сказав, что несмотря на то, что обычно переносы игр на менее мощные системы отрицательно сказываются на графике и качестве игры, Dynamite Headdy на Game Gear является неплохой версией своего «Большого брата»[10].
- На англоязычном сайте GameCola приключения отважного Хедди получили также очень высокую оценку — «9 — Excellent», в том числе: 8,9/10 за музыку и звук, 9,6/10 за графику, 9,5/10 за управление и 8,5/10 за Replay value — то есть насколько игра привлекает к повторному прохождению. Позитивно было оценено удобное управление, хорошая музыка и неплохие звуковые эффекты, увлекательный геймплей и превосходное визуальное оформление игры.[13]

Sega Master System
- Британский веб-сайт SMS Tributes оценил версию Dynamite Headdy на 8-битной Master System в 6/10, из которых 6 баллов получил геймплей игры, по 7 баллов музыкальное сопровождение и управление и 8 — графика. В рецензии говорится, что, несмотря на то, что Dynamite Headdy на Master System является урезанной версией оригинала, это всё ещё забавная, увлекательная игра.[14]

## Создатели
Японская компания Treasure выпускает видеоигры с 1993 года, и уже их первая игра — Gunstar Heroes на Sega Mega Drive, оказалась очень успешной. С 1993 по 2011 год компанией был выпущен ряд достаточно известных продуктов, в том числе Alien Soldier, Wario World, игры серии Gunstar Heroes, Advance Guardian Heroes, Bleach: Dark Souls и другие игры серии Bleach.
Музыка к игре написана японскими композиторами Кодзи Китатани (англ. Kouji Kitatani) и Кацухико Судзуки (англ. Katsuhiko Suzuki).

## Прочие факты
- Dynamite Headdy вошла в состав сборника классических игр Sega Mega Drive Sonic's Ultimate Genesis Collection, вышедшего в 2009 году для Xbox 360 и PlayStation 3.

- В 2018 году была выпущена в онлайн-сервисе Sega Forever.